# Tephrochlamys arcuata
Tephrochlamys arcuata är en tvåvingeart som först beskrevs av Robineau-desvoidy 1830.  Tephrochlamys arcuata ingår i släktet Tephrochlamys och familjen myllflugor. Inga underarter finns listade i Catalogue of Life.